# قلعه اژدهاپیکر
قلعهٔ اژدهاپیکر یک سازه خشتی متعلق به دوره ساسانی واقع در شهرستان لارستان است. این قلعه که بر روی تپه‌ای در جانب شمالی شهر قدیم لار واقع است، در گذشته با عنوان طلسم کیانی شناخته می‌شده که گویای استحکام و نفوذناپذیری آن بوده‌است. در ضلع شرقی قلعه اژدها پیکر، بر روی یک سطح مرتفع مشرف به شهر، برج ننه نادر قرار دارد که یک بنای تاریخی سنگی است. 
بین تپه‌ای که قلعهٔ اژدهاپیکر بر روی آن قرار دارد و تپه‌ای که «قلعهٔ نارین» بر روی آن ساخته شده، درهای تنگ وجود دارد که مسیر رودخانهٔ خشک (رودخانه فصلی) به نام رودخانه (وَربَند) می‌باشد. آثار ساختمان سد مسقف بین دو تپه نیز تا به امروز اندکی باقی است. دیوارهای خارجی آن ساختمان مربع شکل و به ابعاد ۵/۴×۵/۴ متر و ارتفاع آن ۹ متر می‌باشد.

## قدمت
قدمت آثار و بقایای آن به دورهُ ساسانی می‌رسد (پوهندا، ۱۹۸۶، ص ۶۶). استحکامات و تأسیسات داخلی آن چنان محکم و استوار بوده‌است که در قدیم آن را طلسم کیانی می‌نامیده‌اند (منجم، ۱۳۶۶، ص ۲۱۴). برفراز این کوه چاهی از دل سنگ تراشیده شده که به دولاب مشهور است و در بارهُ آن داستان‌ها و افسانه‌های بسیاری گفته می‌شود که قدیم‌ترین این روایات در تحفةالغرائب، از نوشته‌های عصر صفویه آمده‌است:

«از قلّه کوه تا به قعر آن سنگ تراشیده‌اند. گویند در آن چاه گنجی عظیم و ماری موکّل است و کسان به طلب آن گنج بسیار رفته‌اند و کشته شده‌اند. گویند در زمان شاه عباس ثانی حاکم لار، سیّدی را در آن چاه فرستاد، بعد از مدتی مدید او را بیرون آوردند. نقل کرده که چون داخل چاه شد م چندین هزار شمشیر دیدم که در اندرون چاه از چپ و راست بر یکدیگر می‌خورد. چون من دعا و قرآن همراه داشتم شنیدم که شخصی می‌گفت کار به وی مدارید که کلام‌الله با وی است. از آن جا گذشتم و قدری راه که به ته چاه رفتم باز چندین هزار تیر می‌انداختند، به وسیلهُ قرآن و دعا از آن جا گذشتم و به ته چاه رسیدم. بعد از زمانی تختی دیدم و مردی در بالای آن نشسته نورانی و ریش سفید، سلام دادم. جواب داد و گفت: به «عوض بیگ» بگو که از ما چه می‌خواهی، آقای تو عباس از این مال بهره ندارد، الاّ دسته خنجری و یک اشرفی. خنجر را داد که به «عباس» بده، اشرفی را داد که به «عوض بیگ» بده. قدری خاک به من داد و گفت: ببین. چون نظر کردم چهار خیابان عظیم دیدم در این چاه. دو خیابان تا چشم کار می‌کرد ظروف و اوانی طلا و نقره بود و زر و جواهر بسیار خروار خروار برهم ریخته و در خیابان دیگر سپاهی مکمل ایستاده بودند. گفت: این مال و سپاه از قائم آل محمد است. برو بگو که تا سرچاه را بپوشند و به حال خود باشد که ضرر به او می‌رسد.»
در کتاب «عالم آرای عباسی» نیز از این قلعه نام برده شده‌است، و امروزه هم خرابهٔ آن مشرف به شهر لار بر فراز تپه‌ای پابرجا مانده‌است.
البته در شهر شیراز نیز قلعه دیگری با همین نام وجود داشته‌است. قلعه اژدها پیکر' بر روی یک سطح مرتفع در غرب شهر شیراز قرار گرفته‌است و طول و عرض آن به تر تیب ۷۰۰ متر و ۱۷۰ متر است. قلعه از سه بخش دیوار سنگی، حاطی، قلعه بالایی و میانی تشکیل شده‌است و قدمت آن با توجه به یافته‌های موجود به دوره پیش از اسلام می‌رسد. این قلعه تا یک قرن پیش مسکونی بوده‌است.

## گالری تصاویر

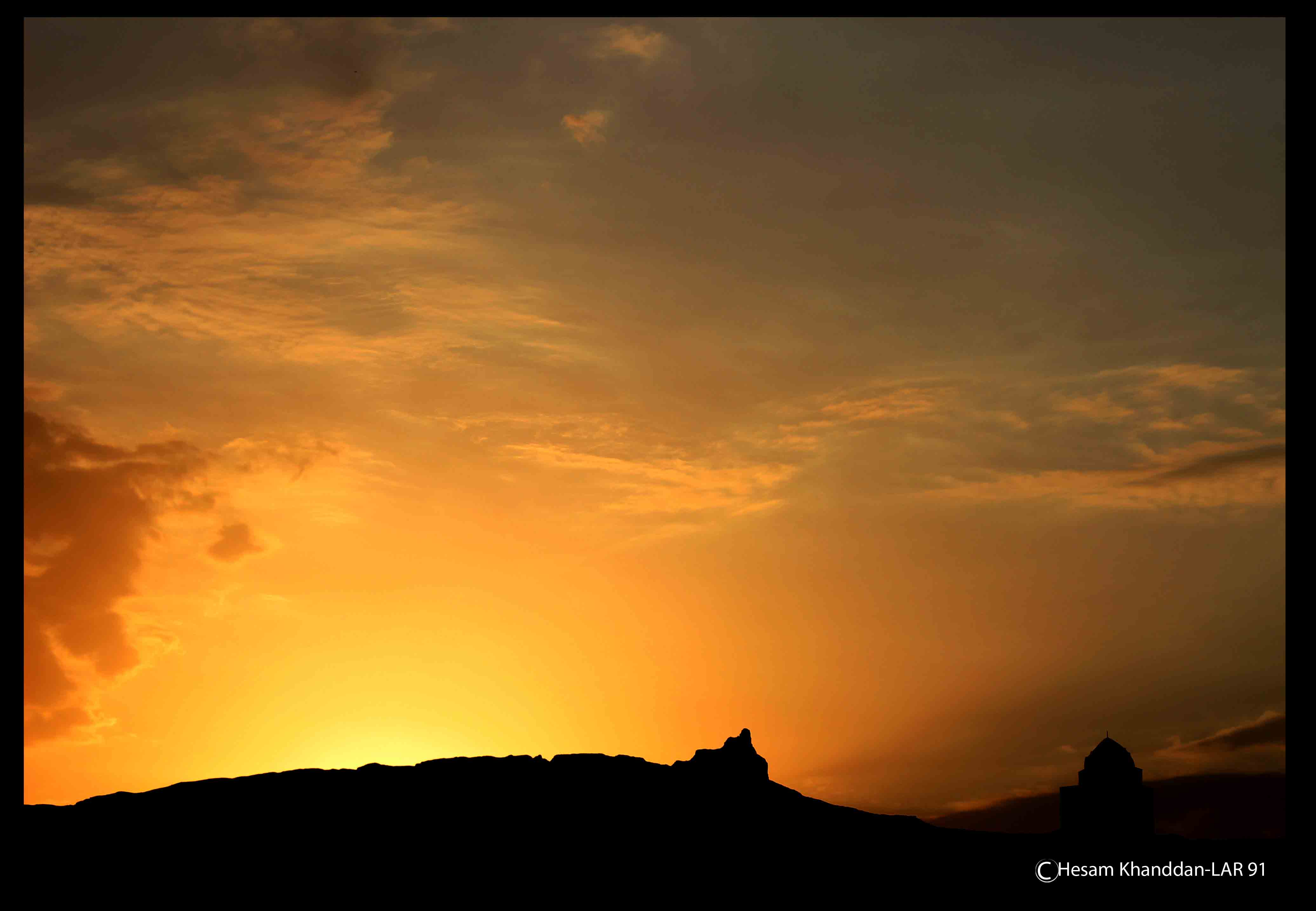
تصویری از غروب قلعه اژدها پیکر
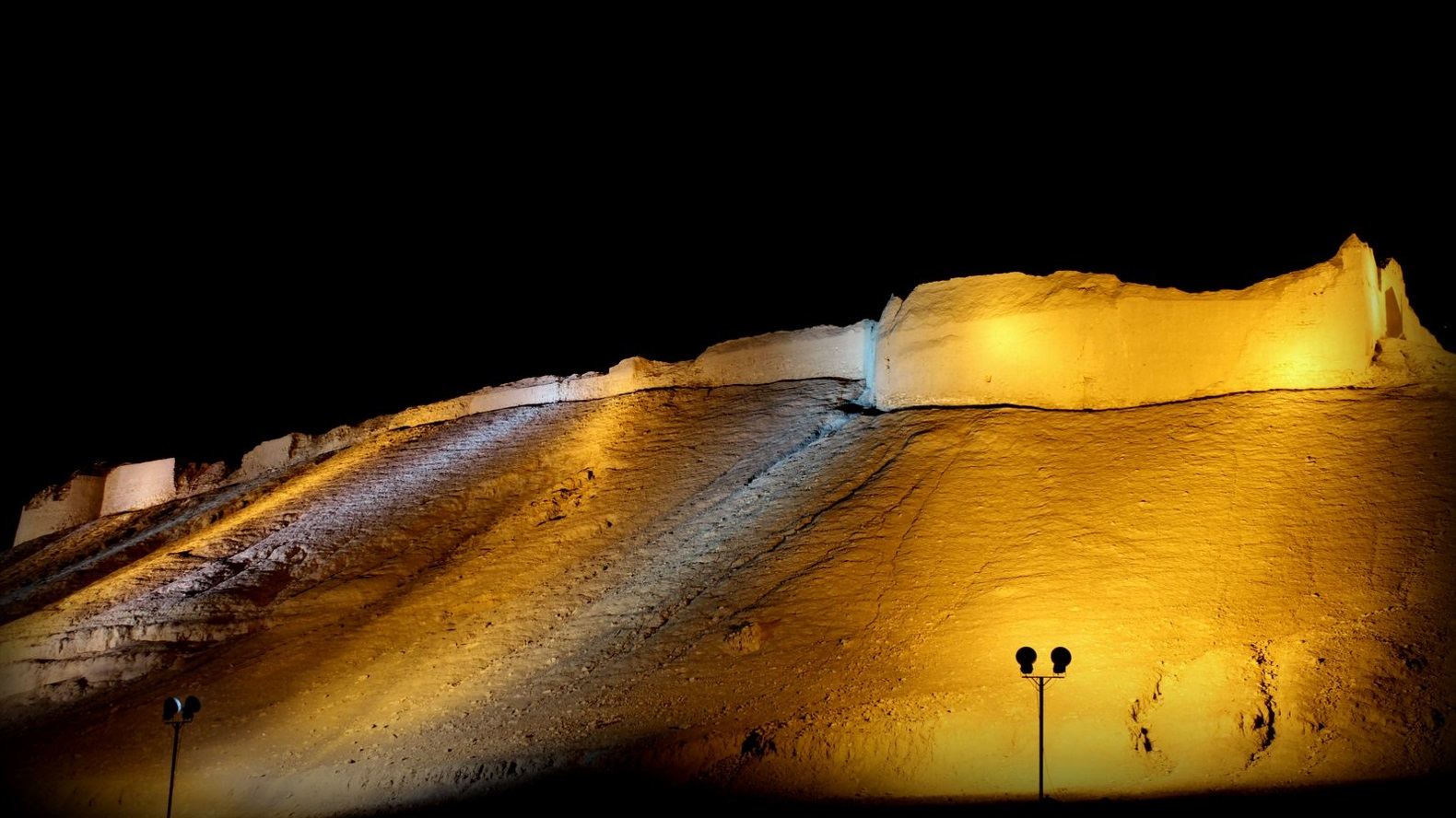